# Nolana sessiliflora
Nolana sessiliflora là loài thực vật có hoa trong họ Cà. Loài này được Phil. mô tả khoa học đầu tiên năm 1895.